# Prałatura Terytorialna Huautla
Prałatura terytorialna Huautla (łac. Territorialis Praelatura Huautlensis) – prałatura terytorialna Kościoła rzymskokatolickiego w Meksyku. Należy do archidiecezji Antequera. Została erygowana 8 października 1972 roku przez papieża Pawła VI bullą  Ad bonum animorum. Wierni z tych terenów należeli wcześniej do archidiecezji Antequera.

## Ordynariusze
- Hermenegildo Ramírez Sánchez MJ (1975–2005)
- Héctor Luis Morales Sánchez (2005–2011)
- José Armando Álvarez Cano (2011–2019)
- Guadalupe Antonio Ruíz Urquín (od 2020)